# Lacinius ruentalis
Lacinius ruentalis is een hooiwagen uit de familie echte hooiwagens (Phalangiidae).